# Barna Ignác (bíró)
Barna Ignác, 1879-ig Braun (Rácalmás, 1854. november 14. – Budapest, 1919. július 1.) kúriai bíró.

## Élete
Braun József kereskedő és Friedberg Jozefa fia. Jogi tanulmányainak befejezése után 1889-ben ügyvédi oklevelet szerzett és ügyvédi gyakorlatának folytatása mellett a budapesti Kereskedelmi Akadémián mint a kereskedelmi-, és váltójog tanára működött. Később bírói pályára lépett és 1899-ben budapesti ítélőtáblai bíró, 1911-ben pedig kúriai bíró lett. Ebben a minőségében beosztották az igazságügyminisztérium törvény-előkészítő osztályába, ahol minisztertanácsosi rangban érdemes tevékenységet fejtett ki. A szakfolyóiratokban számos tanulmányt tett közzé.

## Magánélete
Első felesége Rosenberg Jenny (Sára) volt, akit 1880. november 14-én Budapesten vett nőül. Második házastársa Spitzer Melánia Margit volt, akivel 1910. február 19-én a budapesti Józsefvárosban kötött házasságot.

## Önálló munkái
- Kereskedelmi törvény, 1875: XXXVI1L t.-c. (Budapest, 1894.)
- A magán biztosítási vállalatokról szóló törvényjavaslat (Budapest. 1896)
- A német polgári törvénykönyv. Az 1896. augusztus 18-án kelt birodalmi törvény (Budapest. 1899).